# Projection (algèbre relationnelle)
 (mai 2023).
Si vous disposez d'ouvrages ou d'articles de référence ou si vous connaissez des sites web de qualité traitant du thème abordé ici, merci de compléter l'article en donnant les références utiles à sa vérifiabilité et en les liant à la section « Notes et références ».
En algèbre relationnelle, la projection d'une table sur certaines de ses colonnes est une opération qui fournit une autre table ne contenant qu'un sous-ensemble des colonnes de la table initiale. De plus, les lignes formant un ensemble, il n'y a plus de lignes formant des doublons dans la table résultante.